# Narayani
Narayani is een van de 14 zones van Nepal. De hoofdstad is Birganj.

## Districten
Narayani is onderverdeeld in vijf districten (Nepalees: jillā):
- Bara
- Chitwan
- Makwanpur
- Parsa
- Rautahat

Bagmati · Bheri · Dhawalagiri · Gandaki · Janakpur · Karnali · Kosi · Lumbini · Mahakali · Mechi · Narayani · Rapti · Sagarmatha · Seti